# Sun Lakes
Sun Lakes est une ville dans le comté de Maricopa, en Arizona, aux États-Unis.

## Démographie
En 2000, sa population était de 11 936 habitants pour une densité de 878 hab/km2.
| 1980  | 1990  | 2000   | 2010   | - | - |
| ----- | ----- | ------ | ------ | - | - |
| 1 925 | 6 578 | 11 936 | 13 975 | - | - |